# Saikiv, Mîkolaiiv
Saikiv (în ucraineană Сайків) este un sat în comuna Novosilkî-Oparski din raionul Mîkolaiiv, regiunea Liov, Ucraina.

## Demografie
Componența lingvistică a localității Saikiv
     Ucraineană (100%)
Conform recensământului din 2001, toată populația localității Saikiv era vorbitoare de ucraineană (100%).